# El Bodón
El Bodón es un municipio y localidad española de la provincia de Salamanca, en la comunidad autónoma de Castilla y León. Se integra dentro de la comarca de Ciudad Rodrigo y la subcomarca del Campo de Robledo. Pertenece al partido judicial de Ciudad Rodrigo.
Su término municipal está formado por los núcleos de población de Aldealba de Hortaces, El Bodón, Melimbrazos, Pascualarina, Tejadillo, Valquemada y Collado de Malvarín, este último despoblado. Ocupa una superficie total de 60,74 km² y según los datos demográficos recogidos en el padrón municipal elaborado por el INE en el año 2017, cuenta con una población de 285 habitantes.

## Historia
Los orígenes de El Bodón se remontan a la repoblación llevada a cabo en la Edad Media por los reyes de León, quedando integrado en la jurisdicción de Ciudad Rodrigo, denominándose entonces la localidad simplemente como Bodón. Con la creación de las actuales provincias en 1833, El Bodón quedó encuadrado en la provincia de Salamanca, dentro de la Región Leonesa.

### Combate de El Bodón

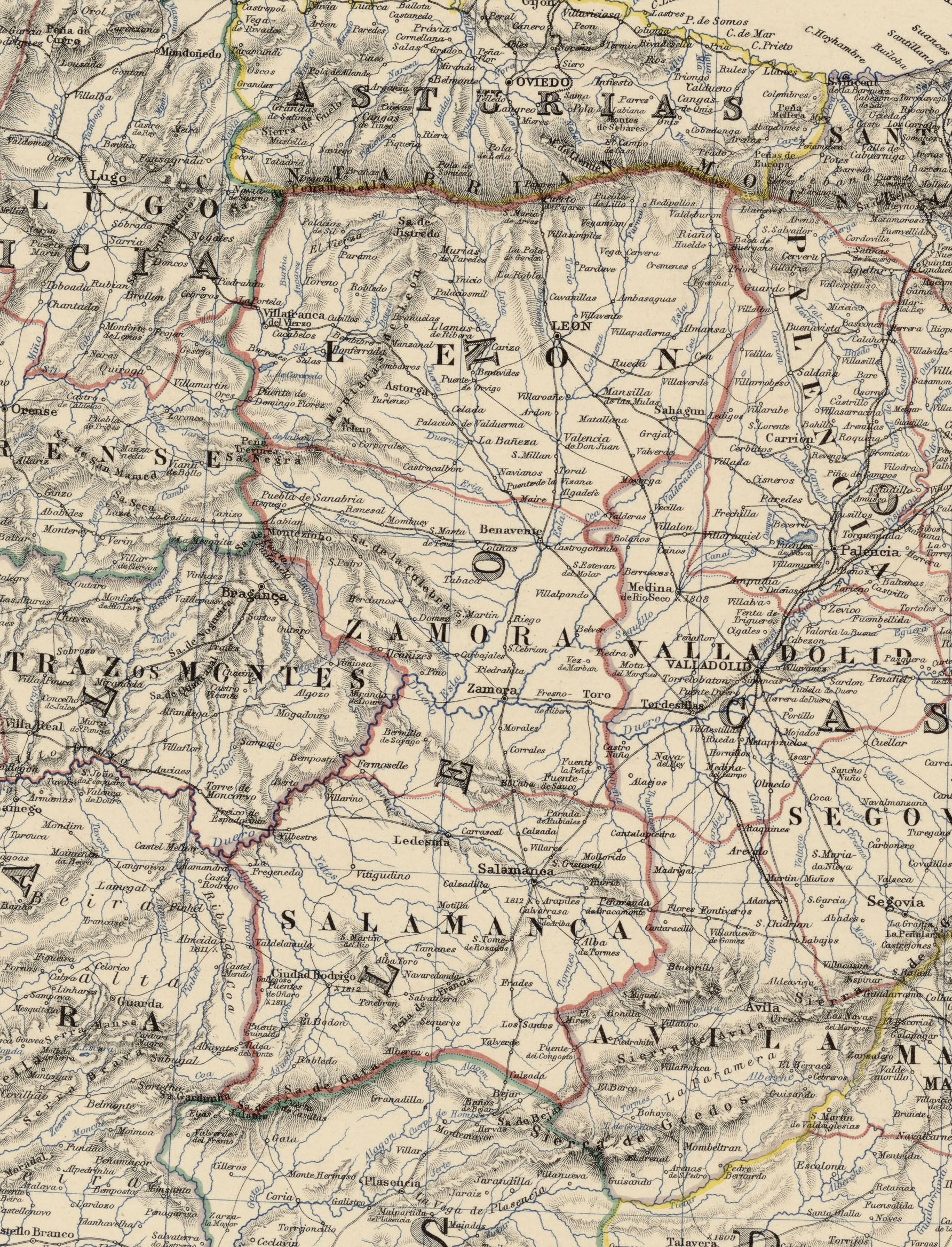
Detalle del mapa Spain & Portugal, realizado en 1864 por Keith Johnston, en el que se puede observar El Bodón

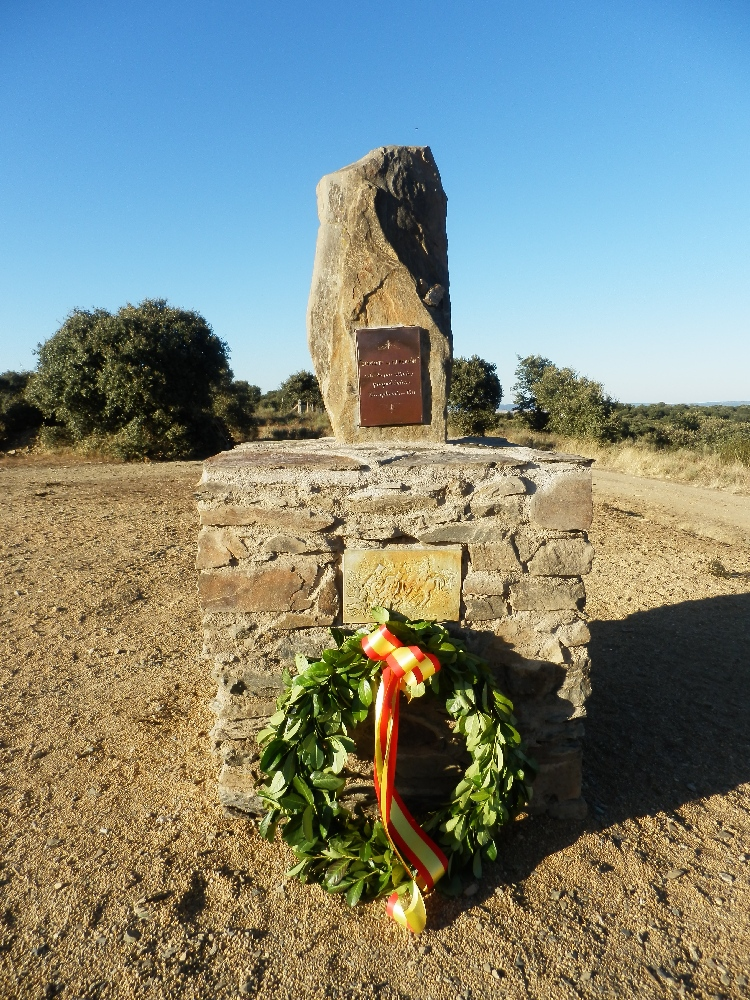
Monolito conmemorativo del 200 aniversario del Combate de El Bodón

El Bodón fue el lugar de la batalla acaecida el 25 de septiembre de 1811, entre las tropas francesas y las aliadas al mando de Wellington, compuesta por tropas inglesas, portuguesas y españolas. Durante la acción la caballería francesa tomó 2 piezas de artillería portuguesa, pero el 5.º regimiento de infantería inglés en un hecho carente de lógica, cargo contra la caballería francesa y recuperó las piezas. Al día siguiente los ejércitos se encontraron en la posición de Guinaldo o Fuenteguinaldo, declinando wellington la lucha y retirándose a Portugal.

## Geografía humana

### Demografía
Cuenta con una población de 245 habitantes (INE 2024).
| Gráfica de evolución demográfica de El Bodón entre 1842 y 2021                                                        |
| |
| Población de derecho según los censos de población del INE. Población de hecho según los censos de población del INE. |

### Núcleos de población
El municipio se divide en varios núcleos de población, que poseían la siguiente población en 2015 según el INE.
| Núcleo de población  | Población |
| -------------------- | --------- |
| El Bodón             | 281       |
| Aldealba de Hortaces | 10        |
| Pascualarina         | 3         |
| Melimbrazos          | 1         |
| Collado de Malvarín  | 1         |

## Administración y política
| Partido político                              | 2019  | 2019  | 2019       | 2015  | 2015  | 2015       | 2011  | 2011  | 2011       | 2007  | 2007  | 2007       | 2003  | 2003  | 2003       |
| Partido político                              | %     | Votos | Concejales | %     | Votos | Concejales | %     | Votos | Concejales | %     | Votos | Concejales | %     | Votos | Concejales |
| Partido Socialista Obrero Español (PSOE)      | 54,73 | 110   | 4          | 50,66 | 115   | 4          | 46,22 | 116   | 3          | 45,21 | 118   | 3          | 39,21 | 109   | 3          |
| Ciudadanos (Cs)                               | 38,81 | 78    | 3          | —     | —     | —          | —     | —     | —          | —     | —     | —          | —     | —     | —          |
| Partido Popular (PP)                          | 4,98  | 10    | 0          | 48,02 | 109   | 3          | 48,21 | 121   | 4          | 40,23 | 105   | 3          | 56,47 | 157   | 4          |
| Coalición SI por Salamanca (SI)               | —     | —     | —          | —     | —     | —          | 5,18  | 13    | 0          | —     | —     | —          | —     | —     | —          |
| Unión del Pueblo Salmantino (UPSa)            | —     | —     | —          | —     | —     | —          | —     | —     | —          | 14,56 | 38    | 1          | —     | —     | —          |
| Unidad Regionalista de Castilla y León (URCL) | —     | —     | —          | —     | —     | —          | —     | —     | —          | —     | —     | —          | 3,96  | 11    | 0          |